# 柳相旭
柳相旭（韓語：류상욱，1985年3月4日—），韓國男演員。2008年參演Brown Eyes的MV出道。2012年10月30日入伍。

## 演出作品

### 電視劇
- 2009年：MBC《愛你，別哭》
- 2009年：MBC《男版灰姑娘》
- 2009年：MBC《善德女王》飾演 大男甫
- 2009年：MBC《創造情緣》飾演 姜世源
- 2010年：KBS《戰友》飾演 朴朱容
- 2010年：KBS《Drama Special－我是蝴蝶》飾演 權大雄
- 2012年：SBS《拜託了，機長》飾演 崔忠義
- 2012年：SBS《我人生的甘霖》飾演 崔奎元
- 2015年：SBS《向著明天奔跑》飾演 安大世

### 電影
- 2009年：《剛開始的戀人們》

### MV
- 2008年：Brown Eyes《不要走不要走（Teaser）》
- 2008年：Brown Eyes《因為你》【李世娜】
- 2009年：Kara《Wanna》
- 2009年：太陽（BIGBANG）《Wedding Dress》

## 外部連結
- 官方网站
- NAVER搜索